# 瓦洛 (梅克伦堡-前波美拉尼亚州)
瓦洛（德語：Walow）是德国梅克伦堡-前波美拉尼亚州的市镇，隶属于梅克伦堡湖区县。总面积为19.93平方千米，截至2023年12月31日总人口为507人。